# プリモリエ・エンタテイメントゾーン
プリモリエ・エンタテイメントゾーン（Primorye entertainment zone, Primorye integrated entertainment resort, Игорная зона «Приморье»）は、ロシア連邦政府がウラジオストク空港があるアルチョーム市の、Muravinaya Bayに建設中のカジノ、ゴルフ場、ホテルなどの総合娯楽施設群。

## 概要
- プリモリエ・エンターテイメントゾーンの総面積は619ha。
- 当面は263haが開発に供され、現在は7つのカジノを含む統合型リゾート（ＩＲ）計画が決定しているが、将来的に8-11箇所にまで拡大する見通し。
- エンタテインメント、カジノ、ホテル、ヴィラ、ヨットクラブ、その他観光アトラクションを含む世界的なエンタテインメント都市として、2022年の完成を目指す。
- 10箇所以上のカジノとホテルを建設する予定で、現在、マカオのG1Entertainmentに加え、香港・カンボジアのNagaCorpなど４つのプロジェクトが決定し、合計22億ドルの投資コミットメントが成立。ショッピングモール、スパ、ナイトクラブ、などの施設も建設する。

## 利点
```
１）日本の
成田国際空港
、中国の
北京首都国際空港
、韓国の
仁川国際空港
からフライト時間は2時間半ほどで、中国東北部や華北からは
マカオ
までの4時間よりも近い。
２）
ウラジオストク港
が自由港に指定される方向にありビザ取得の緩和、進出企業への税制優遇により外国との交流を進めつつある。
３）ロシア政府はカジノ課税を競争力ある水準に設定。デバイス数に対して固定であるが、想定される総粗収益に対しておおむね数％の水準を目指している。ちなみにマカオは39％、韓国（外国人専用カジノ）は12-14％である。
```

## 既に開業しているカジノと施設
- Tigre De Cristal 
  - (開発者：G1 Entertainment LLC　マカオ）
- カジノ（テーブル67台、スロットル319台)、121室、36,000㎡  投資額200.0mUS$
- 2015年10月に、カジノとホテルとゴルフ練習場が開業した。
- 最終投資額は約700mUS$。初期開業時には約700名ほどのスタッフを揃え、フル稼働時のスタッフ数は1,100名となる見通し。
- 第二期は2017年春に着工し2019年上期に開業予定（投資額5億US$）第二期は10haのエリアに、ホテル500室、ゲーミングエリア（VIPテーブル100台、マス70台、スロット500台）、リテイル、MICE、ナイトクラブ、飲食、ゴルフコースを整備する予定。
- マカオのカジノ経営者ローレンス・ホー氏（Melco Crown EntertainmentのCEO）が大株主であるSummit Ascent Holdingsの子会社First Gambling Company of the East（FGCE）の施設開発者はG1 Entertainment　company.

## 今後の開業予定
- Selena  Hotel Resort with Casino 
  - （開発者：Diamond Fortune Holdings Prim LLC　ロシア）
- フェーズⅠは2020年7月開業予定。3つの複合施設を予定しており、レストラン、バー、エンターテイメント施設、映画館、健康スパ、売店などの付加的なアメニティを提供する。
- カジノ（テーブル459台、スロットル2,590台)、1,101室のホテル。面積174,228㎡　投資額226.7mUS$
- フェーズⅡの開業目標は2021年。プライベートヴィラを備えた７つ星ホテルが開業予定。
- Golden Gate Hotel Resort with a Casino and Ski slope
  - （開発者：Diamond Fortune Holdings Prim 567LLC　ロシア）
- 3つの主要建物から成っており、長さ350mのスキースロープ（約1,050フィート）を設置する。
- カジノ（テーブル200台、スロットル2,100台)、576室のホテル。面積185,067㎡　投資額320.7mUS$
- 2020年7月開業予定。
- Primorsky Entertainment Resort City (Lighthouse Resort(Mayak Hotel Resort with a Casino and Water park))
  - （開発者：Naga Corp(Primorsky Entertainment Resort City LLC　カンボジア）
- カジノ（テーブル100台、スロットル500台)、2,719室、301,242㎡ 投資額350.0mUS$
- 現在、サイト整備作業がほぼ完了し、2017年11月から建設チーム（コントラクターはChina Harbour Engineering Company）が作業を開始する。第一期の投資額は、$70mn（約70億円）を投じ、11階建てのビルを開発する。そこには、ホテル、カジノ、コンサートホール（2,000席）を配置する。建設中に歴史遺跡が出土したため、その保全のプロセスが発生して遅れていた。
- カジノ（テーブル100台、ゲーム機500台、2,000人収容の多目的国際クラスのMICE /劇場施設、10のF＆Bアウトレット、およびカラオケなどのエンターテイメントアウトレットのカジノホテルコンプレックスから開始予定。
- 2020年9月開業予定。最終第三期は2021年までに開業目標としている。
- Moon Gate Hotel Resort with Casino
  - （開発者：Diamond Fortune Holdings Prim 1415LLC　ロシア）
- 建物はアトリウムと伝統的な中国の庭園が繋がっており、彫刻された植栽、象徴的な噴水、芸術展示が特徴となる。
- カジノ（テーブル110台、スロットル1,000台)、460室の4つ星と、5つ星のホテル。面積92,712㎡　投資額151.5mUS$
- 2021年1月開業予定。
- Sun Hotel Resort with Casino 
  - （開発者：Diamond Fortune Holdings Prim 11LLC　ロシア）
- カジノ（テーブル376台、スロットル1,400台)、900室、108,490㎡　投資額214.8mUS$
- Selenaワールドリゾートの一部として開業予定。
- 名称未定
  - （開発者：K International　韓国）
- カジノ、ゴルフ施設、ケーブルカー、アミューズメントパーク、ウォータースポーツセンターと美術館を備える予定。
- 20ha　投資額300mUS$
- 着工時期未定、開業時期未定。
- Phoenix Hotel Resort with Casino 
  - (開発者：Royal Time Primorye LLC　ロシア）
- カジノ（テーブル150台、スロットル3,000台)、1,900室、281,000㎡  投資額215.0mUS$
- 1stage(1a)は2017年6月1日に開業予定、1stage(1b)は2019年、2stageは2021年に開業予定であったが、The Primorye Territory Development Corporation（開発公社）は、いつまでも建設を始めようとしないRoyal Time Groupとの合意を破棄すべく、プリモルスキー地方仲介裁判所に提訴した。以前より、開発公社は、投資合意書の建設デッドラインを遵守できない場合、事業者との合意を破棄し、新たな事業者に土地を再配分する方針を明らかにしていた。

上記の他に、4つの土地の計60haについては、カジノ運営会社が未だ決定していないが、プリモリエ・エンタテイメントリゾート全体は2025年までに完成させて運用する計画である。